# Bataille de Géonosis
Guerre des clones
Batailles
- Géonosis I
- Géonosis II
- Coruscant
- Ordre 66

La bataille de Géonosis ou première bataille de Géonosis se déroule dans l'univers fictif Star Wars. Elle oppose la République galactique à la Confédération des systèmes indépendants (CSI) sur Géonosis.
La bataille de Géonosis est visible dans le film L'Attaque des clones. Elle est en grande partie créée grâce à des effets spéciaux numériques.
En plus du film, elle est représentée dans les mises en roman du film dans lequel elle apparaît, ainsi que dans plusieurs romans, jeux vidéo et bandes dessinées.

## Univers

Un sabre laser bleu, arme des Jedi, et un sabre laser rouge, arme des Sith.

L'univers de Star Wars se déroule dans une galaxie habitée par des humains et de nombreuses espèces extraterrestres. Elle est le théâtre d'affrontements entre les chevaliers Jedi et les seigneurs noirs des Sith, personnes sensibles à la Force, un champ énergétique mystérieux qui leur procure des pouvoirs psychiques. Les Jedi maîtrisent le côté lumineux de la Force, pouvoir bénéfique et défensif, pour maintenir la paix dans la galaxie. Les Sith utilisent le côté obscur, pouvoir nuisible et destructeur, pour leur usage personnel et pour dominer la galaxie.
Depuis le rachat de la société Lucasfilm par la Walt Disney Company, il existe deux univers Star Wars : le « Légendes » et l'« Officiel ». Ils ont pour point commun les six premiers films et la série télévisée The Clone Wars. L'univers Légendes reprend en plus les histoires complémentaires présentées dans des livres, des bandes dessinées, des téléfilms ou des jeux sortis avant 2014. L'univers Officiel reprend, lui, les histoires des films et des autres supports parus depuis 2014,.

## Contexte
La République galactique domine la Galaxie. Toutefois, le Sénat galactique est impuissant face aux revendications de mondes reculés. Ces planètes de la Bordure sont surtaxées, les pirates s'y acharnent et les corporations commerciales y prennent du pouvoir tandis que les affaires judiciaires sont mises à mal par la bureaucratie.
Dans ce contexte, le comte Dooku est un ancien Jedi qui quitte l'ordre et rejoint sa planète natale, Serenno. Il se met à critiquer ouvertement le gouvernement galactique. De nombreux systèmes se joignent alors à la cause de sa Confédération des systèmes indépendants, mouvement séparatiste en mesure de lever une armée contre la République et de l'affronter d'égal à égal.

## Prélude
Alors qu'il suivait la piste du chasseur de primes Jango Fett sur Géonosis, le maître Jedi Obi-Wan Kenobi est arrêté par le Comte Dooku qui dirige la CSI. Anakin Skywalker et Padmé Amidala viennent au secours d'Obi-Wan mais sont à leur tour arrêtés. Tous les trois sont condamnés à mort par les séparatistes dans une arène.
Les trois prisonniers doivent alors faire face à trois bêtes exotiques. Obi-Wan affronte un acklay originaire de Vendaxa. Il utilise une lance de picador géonosien pour se défendre. Padmé est poursuivie par un nexu originaire de Cholganna. Elle se place au-dessus d'une colonne et se sert de sa chaîne de prisonnière pour le repousser. Anakin parvient à dompter à l'aide de la Force le reek originaire d'Ylesia qui l'attaque.
De Coruscant, les Jedi ont reçu l'appel à l'aide d'Obi-Wan. Mace Windu rassemble 200 Jedi pour le sauvetage. Ils empruntent la voie hyperspatiale de la Passe corellienne. Une autorisation militaire spéciale leur permet de passer les douanes rapidement. Ils atteignent enfin Géonosis. Ils posent leurs intercepteurs Jedi à proximité de l'arène, pour ensuite s'y rendre.
Pendant ce temps, Yoda va à Kamino. Il y récupère l'armée de soldats clones produite par les kaminoens. Yoda peut dès lors amener au front ces soldats conditionnés pour obéir implacablement aux ordres. La flotte ainsi formée se dirige vers Géonosis.

## Champ de bataille

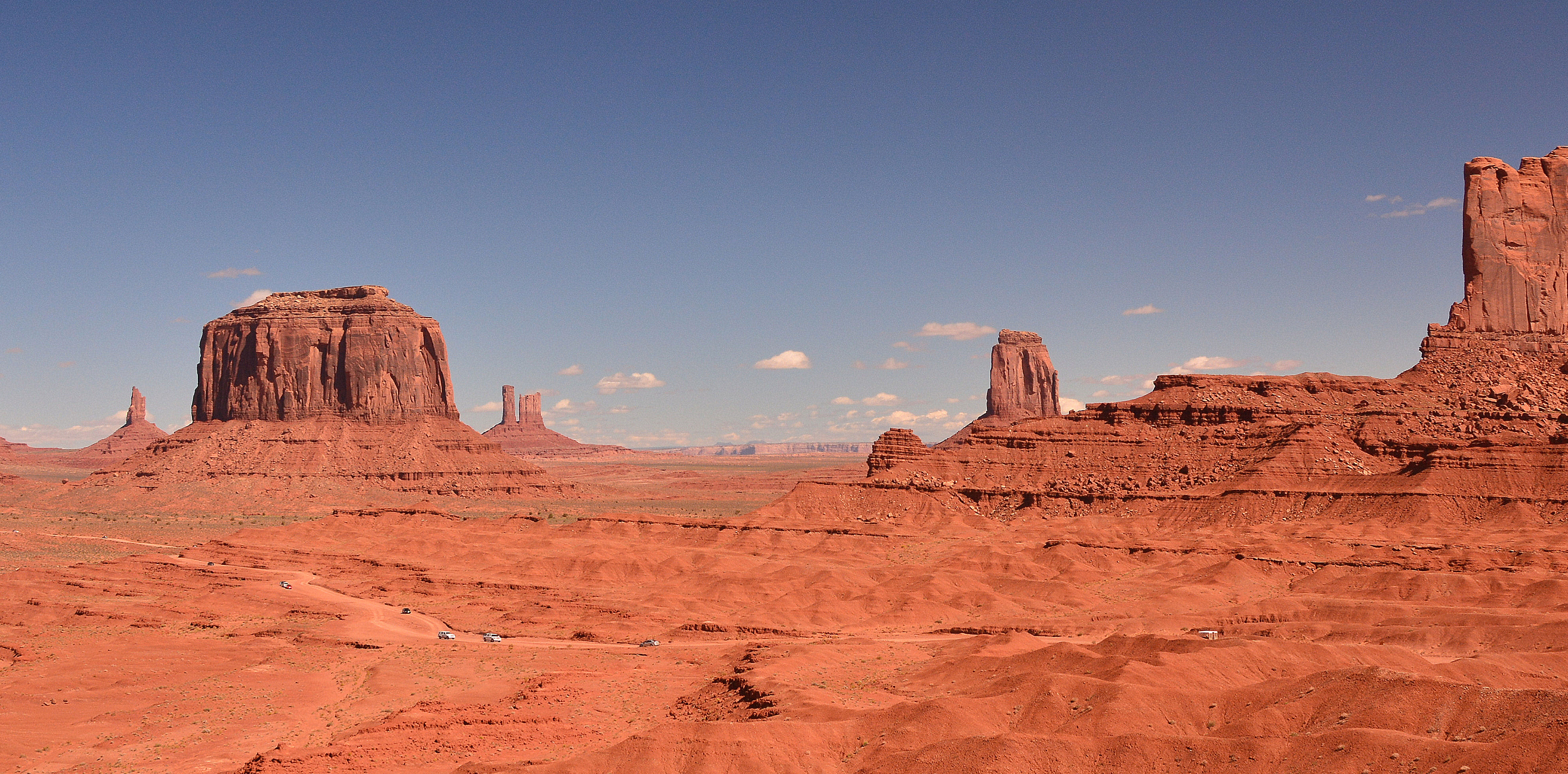
L'apparence de Géonosis est similaire à celle de zones de l'Ouest américain telle Monument Valley ici.

La bataille a lieu sur Géonosis. Elle commence dans les gradins de l'arène de Petranaki, et s'étend rapidement à l'intérieur de l'arène. Ensuite, l'affrontement se poursuit vers les arides plaines de la planète.

## Technologies
L'armée séparatiste se compose de droïdes. L'infanterie comporte principalement des droïdes de combat B1 et des super-droïdes de combat B2.

## Déroulement
L'exécution est interrompue par l'intervention du maître Jedi Mace Windu. Les Jedi infiltrés dans les gradins de l'arène se révèlent. Contrairement aux espérances du maître Jedi, le Sith Dooku ne se rend pas et une bataille éclate, opposant d'abord des Jedi en sous-nombre à des géonosiens aidés par des droïdes de combat.
Un chasseur de primes, Jango Fett, protège le comte Dooku face aux Jedi qui arrivent. Il tue le maître Jedi, Coleman Trebor. Jango se joint ensuite aux combats dans l'arène, dans l'objectif de se débarrasser de Mace Windu, qui est désarmé après avoir été attaqué par un reek. Jango est lui-même chargé par le reek et l'affrontement contre l'animal le distrait. Cela permet à Mace Windu d'attaquer Jango. Le chasseur de primes se met à tirer sur lui, mais le Jedi renvoie tous les tirs à l'aide de son sabre laser. Jango essaie de faire démarrer son jetpack mais il ne fonctionne pas, ce qui le laisse vulnérable. Mace Windu finit par couper le blaster de son adversaire et par le décapiter,.
Alors que l'armée de droïdes de combat séparatistes semble prendre le dessus sur les nombreux Jedi présents et que la défaite républicaine semble se présager, le maître Jedi Yoda arrive, accompagné de plusieurs vaisseaux qui transportent des soldats clones pour servir la République galactique. 
Une canonnière de la République poursuit Dooku à travers le désert. Le comte se déplace en motojet et cherche à rejoindre un hangar pour fuir la bataille qui fait rage sur la planète. 
Les Jedi Obi-Wan Kenobi et Anakin Skywalker l'y affrontent. Bien que, lorsqu'ils avaient été capturés, leurs sabres laser respectifs ont été récupérés par les séparatistes, les deux Jedi ont reçu des forces de la République un sabre laser de remplacement chacun. Dooku défait facilement Obi-Wan, puis Anakin, notamment parce que ce dernier s'attaque à lui trop précipitamment,,. 
L'arrivée de Yoda met à mal le comte. Dooku essaie d'abord de projeter à l'aide de la Force des objets sur son adversaire, qui parvient à tous les éviter. Yoda active alors son sabre laser et un duel au sabre les oppose, durant lequel Yoda effectue de nombreuses acrobaties étonnantes pour son âge, jusqu'à vaincre le comte.

## Bilan
La bataille se conclut en victoire de la République galactique sur la Confédération des systèmes indépendants. Géonosis, jusque-là centre séparatiste, se retrouve alors sous occupation républicaine.
En outre, le chasseur de primes Jango Fett meurt tué par le Jedi Mace Windu. Cet événement pousse alors le « fils » de Jango, Boba Fett, à chercher à tout prix à se venger contre les Jedi, et plus particulièrement contre Mace.

## Conséquences
La bataille de Géonosis amène la République à accepter la nécessité de l'utilisation d'une Grande armée. Celle-ci se compose de plus d'un million de soldats clones créés à Kamino. Elle commence à servir la République dès cette bataille.
Par ailleurs l'émergence de la Confédération des systèmes indépendants préoccupant désormais la République galactique, la bataille de Géonosis sert de début officiel à la guerre des clones, qui voit l'opposition entre républicains et séparatistes déchirer la Galaxie.
Une fois le contrôle de Géonosis pris, la République galactique y laisse une garnison de faible effectif, sous-estimant la menace séparatiste. En effet, la CSI parvient ensuite à reprendre temporairement la planète, jusqu'à une contre-offensive républicaine.

## Adaptations

### Jeux vidéo
La bataille de Géonosis est reproduite dans Star Wars Battlefront II. Elle y est ajoutée le 28 novembre 2018, et introduit ainsi l'idée d'un affrontement, non pas entre un petit groupe (Alliance rebelle ou Résistance) et une puissance supérieure (Empire galactique ou Premier Ordre), mais entre deux forces égales. Le personnage du général Obi-Wan Kenobi est aussi ajouté, en tant qu'élément lié à cette bataille,,.
Cette bataille, étant un événement des films, se retrouve dans Lego Star Wars : La Saga Skywalker. Anakin Skywalker n'y affronte pas Dooku seul d'abord, comme dans le film, mais avec Obi-Wan Kenobi. Selon Screen Rant, ce jeu propose une version du duel contre Dooku meilleure que celle de L'Attaque des clones.

### Figurines
Hasbro produit des figurines liées à la bataille de Géonosis. Par exemple, en 2002, une représentation de l'arène, de l'usine de droïdes et du hangar qui servent de terrains à la bataille est mise en vente. En 2011 est vendu un pack qui comprend des figurines d'Obi-Wan Kenobi, d'un soldat clone et d'un droïde de combat. En 2014, Hasbro commercialise aussi une figurine de droïde de combat de Géonosis avec un hologramme du comte Dooku.